# Street and Racing Technology
Street and Racing Technology (skraćeno SRT) su automobili visokih performansa unutar Chrysler LLC grupe. SRT je započeo kao "Team Viper" razvijati Dodge Viper. Kasnije se povezao s "Team Prowler" koji je razvijao Plymouth Prowler. Nakon svih imena, godine 2004. odlučili su ostaviti ime SRT. Grupa SRT proizvodi automobile za Chryslera, Dodgea i Jeepa.

## Modeli
| Model                                                | Vrsta  | Motor                                                   | 0–60 m/h (0–100 km/h) | Slika |
| ---------------------------------------------------- | ------ | ------------------------------------------------------- | --------------------- | ----- |
| Dodge Neon SRT-4 2003. – 2005.                       | SRT-4  | Turbocharged 2.4L I4 Chrysler Neon Engine 215KS         | 5.9 s                 |       |
| Dodge Caliber SRT-4 2008. – 2009.                    | SRT-4  | Turbocharged 2.4L I4 GEMA Engine 285KS                  | 6.2 s                 |       |
| Chrysler Crossfire SRT-6 2005. – 2006.               | SRT-6  | Supercharged 3.2L V6 E32 Mercedes-Benz AMG Engine 349KS | 4.8 s                 |       |
| Dodge Magnum SRT-8 2005. – 2008.                     | SRT-8  | 6.1L Chrysler V8 Hemi Engine 425KS                      | 5.1 s                 |       |
| Chrysler 300C SRT-8 2005. – 2010.                    | SRT-8  | 6.1L Chrysler V8 Hemi Engine 425KS                      | 4.6 s                 |       |
| Chrysler 300C 392 Hemi SRT-8 Planiran od 2012.       | SRT-8  | 6.4L Chrysler V8 392 Hemi Engine 465KS                  | 4.0 s                 |       |
| Jeep Grand Cherokee SRT-8 2006. – 2010.              | SRT-8  | 6.1L Chrysler V8 Hemi Engine 425KS                      | 5.2 s                 |       |
| Jeep Grand Cherokee 392 Hemi SRT-8 Planiran od 2012. | SRT-8  | 6.4L Chrysler V8 392 Hemi Engine 465KS                  | 4.8 s                 |       |
| Dodge Charger SRT-8 2006. – 2010.                    | SRT-8  | 6.1L Chrysler V8 Hemi Engine 425KS                      | 4.9 s                 |       |
| Dodge Charger 392 Hemi SRT-8 Planiran od 2012.       | SRT-8  | 6.4L Chrysler V8 392 Hemi Engine 465KS                  | 4.5 s                 |       |
| Dodge Challenger SRT-8 2008. – 2010.                 | SRT-8  | 6.1L Chrysler V8 Hemi Engine 425KS                      | 4.8 s                 |       |
| Dodge Challenger 392 Hemi SRT-8 2011.-danas          | SRT-8  | 6.4L Chrysler V8 392 Hemi Engine 465KS                  | 4.5 s                 |       |
| Dodge Ram SRT-10 2004. – 2006.                       | SRT-10 | 8.3L V10 Chrysler Viper Engine 510KS                    | 5.2 s                 |       |
| Dodge Viper SRT-10 2003. – 2006.                     | SRT-10 | 8.3L V10 Chrysler Viper Engine 510KS                    | 4.4 s                 |       |
| Dodge Viper SRT-10 ACR 2008. – 2010.                 | SRT-10 | 8.4L V10 Chrysler Viper Engine 600KS                    | 3.4 s                 |       |

## Konceptualni modeli
| Model                         | Vrsta  | Motor                                | 0–60 m/h (0–100 km/h) | Slika |
| ----------------------------- | ------ | ------------------------------------ | --------------------- | ----- |
| Chrysler Firepower 2006.      | SRT-8  | 6.1L Chrysler V8 Hemi Engine 425KS   | 4.5 s                 |       |
| Chrysler Nassau 2007.         | SRT-8  | 6.1L Chrysler V8 Hemi Engine 425KS   | ---                   |       |
| Dodge Tomahawk 2003.          | SRT-10 | 8.3L V10 Chrysler Viper Engine 510KS | ---                   |       |
| Dodge Challenger SRT-10 2008. | SRT-10 | 8.4L V10 Chrysler Viper Engine 600KS | ---                   |       |
| Chrysler ME Four-Twelve 2004. | SRT-12 | Quad-Turbocharged 6.0 L V12 850KS    | 2.9 s                 |       |

## Vanjske poveznice
- Službena stranica  Arhivirana inačica izvorne stranice od 15. veljače 2012. (Wayback Machine)